# Supercopa Internacional
A Supercopa Internacional é uma copa oficial de futebol da Argentina, disputada pelos atuais campeões da Primera División e Trofeo de Campeones, respectivamente.
A copa é organizada pela Associação Argentina de Futebol (AFA) e pelo Conselho de Esportes de Abu Dhabi, após um acordo entre ambas as entidades que previa quatro edições da competição em Abu Dhabi (até 2026).  É semelhante à existente Supercopa Argentina,  mas disputada fora da Argentina. A AFA rescindiu o torneio para a edição de 2023 e, consequentemente, se tornou um torneio único que não teria continuidade regular. Até que em dezembro de 2024, foi anunciado que a AFA havia firmado parceria com a empresa de mídia Torneos y Competencias para relançar a competição, sendo a edição de 2023 realizada em Assunção, no Paraguai.

## História
A princípio, havia sido estipulado em 2022 que a  Supercopa Argentina (copa nacional disputada pelos vencedores da Primera División e da Copa Argentina desde 2012) seria realizado em Abu Dhabi. 
Em 31 de outubro daquele ano a AFA resolveu em reunião do Comitê Executivo que a partida entre Boca Juniors (campeão da Liga Profissional de 2022) e Patronato (campeão da Copa Argentina de 2022) seria disputada em território argentino e em data diferente de 2023, enquanto que o encontro que aconteceria no Oriente Médio em janeiro daquele ano seria uma nova competição que envolveria duas equipes a serem confirmadas futuramente. Isso gerou críticas e indignação entre torcedores, dirigentes de clubes, mídia e autoridades políticas, que expressaram seu descontentamento com tal decisão, descrevendo-a como "mais um grande negócio da AFA".
Como resultado, Boca Juniors e Racing disputaram o torneio internacional  , enquanto Boca Juniors e Patronato jogaram a Supercopa Argentina em território argentino. 
Por fim, a AFA criou uma versão internacional da Supercopa Argentina denominada "Supercopa Internacional" a ser disputada em Abu Dhabi para cumprir o compromisso anterior, disputada entre os vencedores da Primera División e do Trofeo de Campeones .  

## Lista de campeões
| Ed. | Ano  | Campeão         | Placar        | Vice-campeão | Local                       | Cidade      |
| --- | ---- | --------------- | ------------- | ------------ | --------------------------- | ----------- |
| 1   | 2022 | Racing          | 2–1           | Boca Juniors | Estádio Hazza bin Zayed     | Abu Dhabi,  |
| 2   | 2023 | Talleres        | 0–0 (3–2 pen) | River Plate  | Estádio General Pablo Rojas | Assunção,   |
| 3   | 2024 | Vélez Sarsfield | 2–0           | Estudiantes  | Libertadores de América     | Avellaneda, |

## Títulos por clube
| Racing          | 1 | 0 | 2022 | —    |   |             |   |   |
| Talleres        | 1 | 0 | 2023 | —    |   |             |   |   |
| Vélez Sarsfield | 1 | 0 | 2024 | —    |   |             |   |   |
| Boca Juniors    | 0 | 1 | —    | 2022 |   |             |   |   |
| River Plate     | 0 | 1 | —    | 2023 | — | Estudiantes | 0 | 1 |
| 2024            |   |   |      |      |   |             |   |   |